# Kaidun
Kaidun — це метеорит, падіння якого відбулось 3 грудня 1980 року на радянській військовій базі поблизу сьогоднішнього села Аль-Хурайбан у Ємені. Шлях падіння боліда, за свідченням очевидців, пролягав із північного заходу на південний схід, після чого в місці падіння у невеликій заглибині, утвореній внаслідок зіткнення, було віднайдено один камінь вагою близько 2 кілограмів.

## Склад
Метеорит містить незвично широке різноманіття мінералів, чим спричинюється певна плутанина з визначенням його походження. Він в основному складається із вуглецевого хондритного матеріалу типу CR2, але також відомо про присутність фрагментів інших типів, таких як C1, CM1 та C3. З-поміж близько 60 мінералів, виявлених у метеориті, декілька не зустрічалися раніше ніде у природі. До таких унікальних мінералів належить флоренскіїт, який має таку хімічну формулу: FeTiP.

## Походження
У березні 2004 року було висловлено припущення, що цей метеорит походить із супутника Марса — Фобоса. Причиною того, що Фобос був визначений як найімовірніше батьківське тіло, стало існування на ньому двох вкрай рідкісних луговмісних уламкових порід, видимих також і на поверхні метеорита. Кожна з цих порід потрапила в метеоритний уламок у різний час. Це дозволяє припустити, що батьківське тіло мало б розташовуватись поблизу якогось джерела луговмісної породи, яка, зокрема, є продуктом глибокої диференціації. А цей висновок, у свою чергу, вказує на Марс та одного із його супутників, при чому Фобос є більш ймовірним джерелом метеорита, аніж Деймос, оскільки він розміщений ближче до Марса.